# Hilda Gurney
Hilda Carolyn Gurney (Los Ángeles, 10 de septiembre de 1943) es una jinete estadounidense que compitió en la modalidad de doma.
Participó en dos Juegos Olímpicos de Verano en los años 1976 y 1984, obteniendo una medalla de bronce en Montreal 1976 en la prueba por equipos. Ganó cinco medallas en los Juegos Panamericanos entre los años 1975 y 1983.

## Palmarés internacional
| Juegos Olímpicos     | Juegos Olímpicos          | Juegos Olímpicos  | Juegos Olímpicos |
| Año                  | Lugar                     | Medalla           | Categoría        |
| -------------------- | ------------------------- | ----------------- | ---------------- |
| 1976                 | Montreal (Canadá)         | Medalla de bronce | Por equipos      |
| Juegos Panamericanos |                           |                   |                  |
| Año                  | Lugar                     | Medalla           | Categoría        |
| 1975                 | Ciudad de México (México) | Medalla de oro    | Por equipos      |
| 1975                 | Ciudad de México (México) | Medalla de plata  | Individual       |
| 1979                 | San Juan (Puerto Rico)    | Medalla de oro    | Individual       |
| 1983                 | Caracas (Venezuela)       | Medalla de oro    | Por equipos      |
| 1983                 | Caracas (Venezuela)       | Medalla de plata  | Individual       |